# Köpgalna barn
Köpgalna barn (originaltitel Consuming Kids: The Commercialization of Childhood) är en amerikansk dokumentärfilm från 2008 av Adriano Barbaro och Jeremy Earp som belyser hur amerikansk marknadsföring i allt större utsträckning riktar sig till barn i åldrarna 6-12, hur detta påverkar barnen och i förlängningen hur barn sedan påverkar sina föräldrar i deras val av produkter.
Filmen sändes 2008 i Sveriges Television i programmet Dokument utifrån.